# Medisch schandaal
Een medisch schandaal is een ethische dwaling waarbij patiënten het slachtoffer zijn van een verkeerde vorm van zorgverlening.
Een dergelijke dwaling kan voortkomen uit corruptie, bijvoorbeeld door financiële belangen vanuit de farmaceutische industrie, of omdat de zorgmedewerkers hun beslissingen baseren op verkeerde wetenschappelijke data of op pseudowetenschap.

## Voorbeelden
- Het lobotomie-schandaal
- Het Thalomide-schandaal
- Desdochters
- De opiatencrisis